# Petr Štěpánek (matematik)
Petr Štěpánek (celým jménem Petr Otakar Maria Štěpánek, 24. ledna 1943 Pardubice – 11. července 2012 Praha) byl český matematik a vysokoškolský pedagog, politik za Občanskou demokratickou stranu, po sametové revoluci československý poslanec Sněmovny národů Federálního shromáždění.

## Biografie

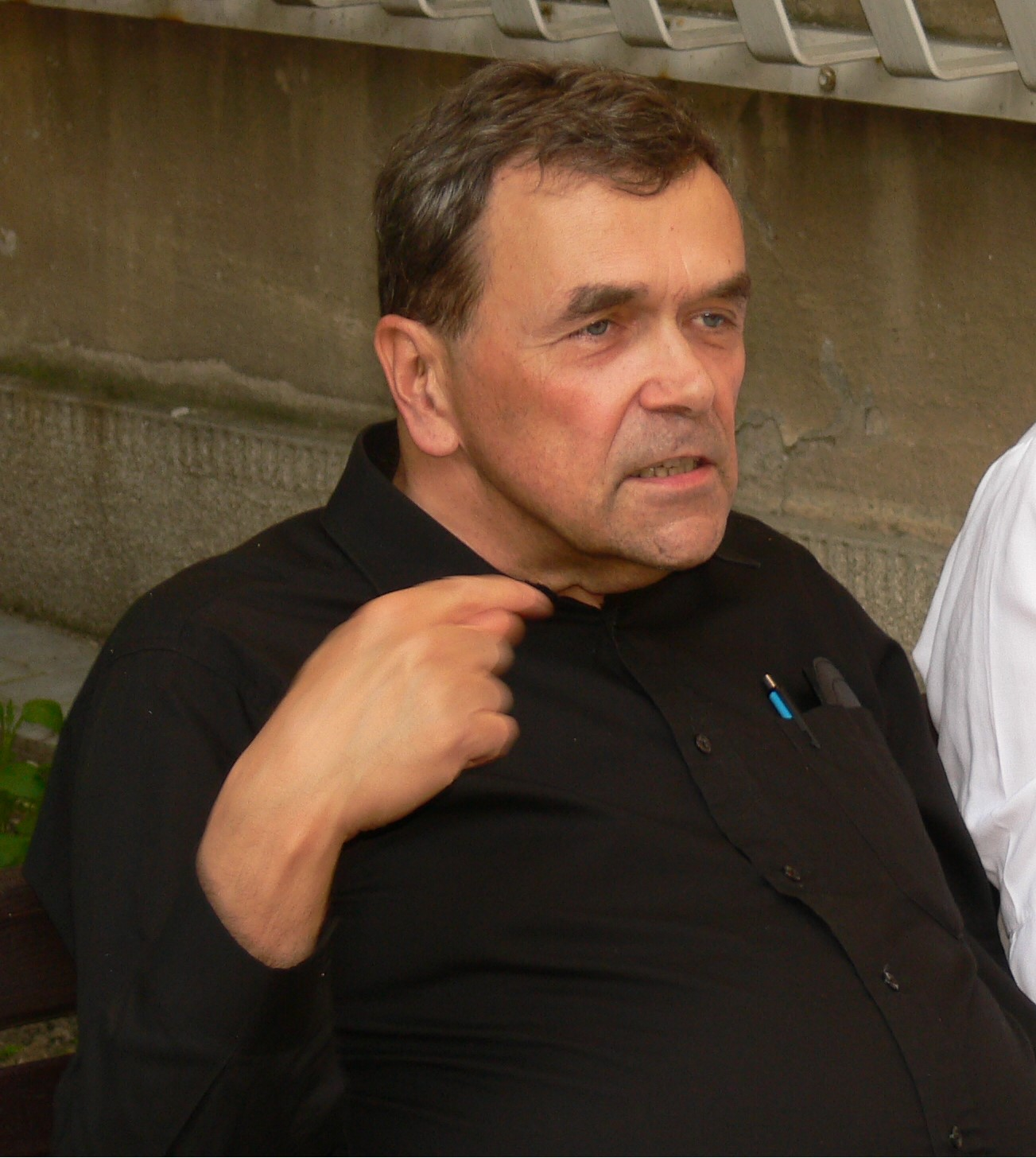
Petr Štěpánek v červnu 2006

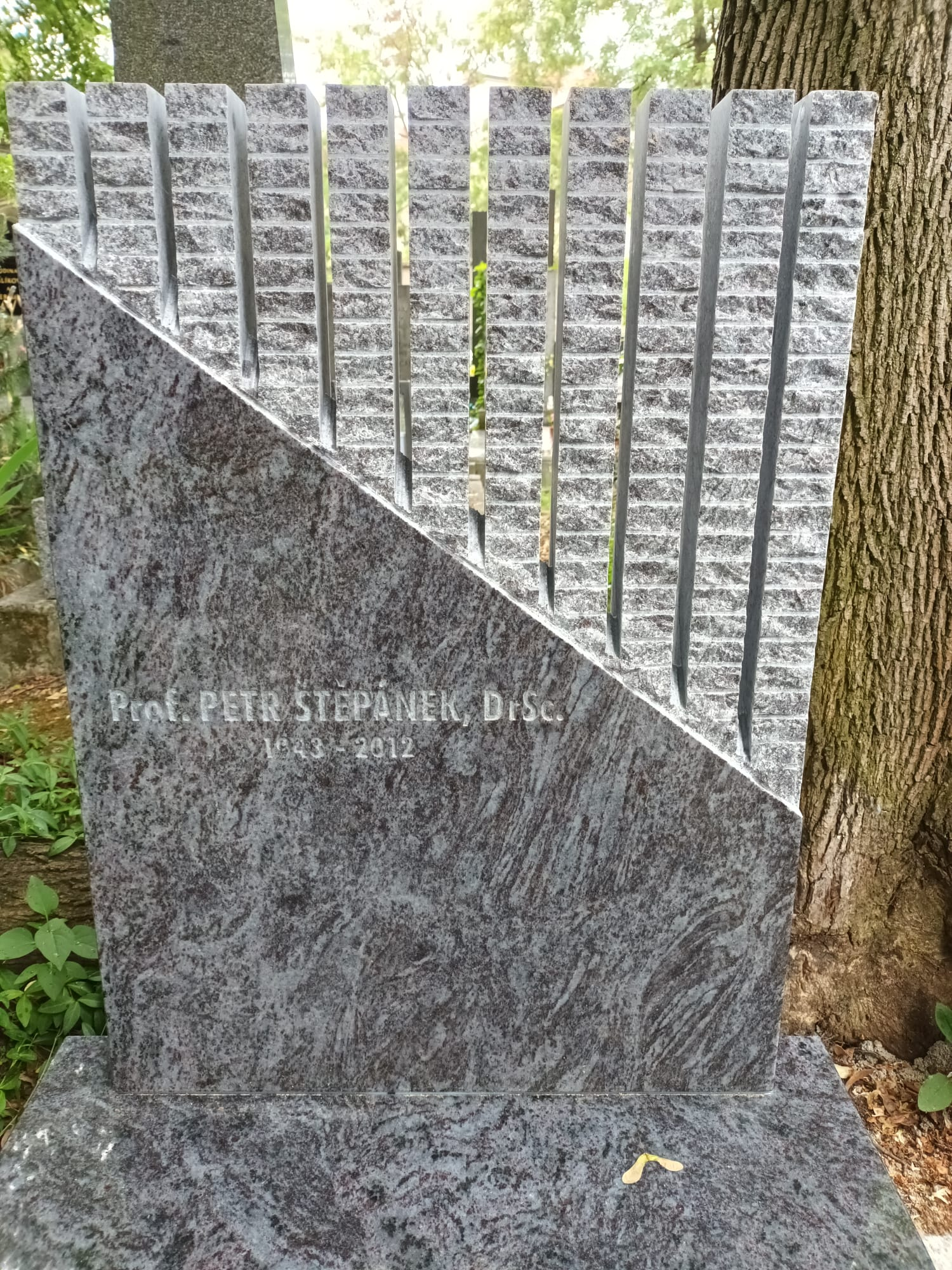
Hrob na Podolském hřbitově

Dětství prožil v lékařské rodině v České Třebové, kde docházel na základní školu a gymnázium. Po maturitě odešel v roce 1960 do Prahy a vystudoval na MFF UK. Působil jako matematik, spoluzakládal jednu z prvních kateder Univerzity Karlovy zaměřenou na informatiku. Byl vedoucím Katedry teoretické informatiky a matematické logiky MFF UK. Učil matematickou logiku a lambda kalkul, zabýval se přirozeným a umělým myšlením. Byl autorem či spoluautorem pěti desítek původních vědeckých prací, řady učebnic logiky a umělé inteligence, také spoluautorem (spolu s Bohuslavem Balcarem) významné vysokoškolské učebnice Teorie množin. Napsal dvě kapitoly do knihy Handbook of Boolean Algebras (Amsterdam, 1989).
Ve volbách roku 1992 byl zvolen za ODS, respektive za koalici ODS-KDS, do české části Sněmovny národů (volební obvod Praha). Ve Federálním shromáždění setrval do zániku Československa v prosinci 1992.
Jeho manželkou byla prof. Olga Štěpánková, kybernetička a dlouholetá předsedkyně ČSKI (Česká společnost pro kybernetiku a informatiku), s níž měl dvě dcery. Dožil se také narození dvou vnoučat. Zemřel v červenci 2012. Je pohřben v Praze na Podolském hřbitově. 

## Dílo
- B. Balcar, P. Štěpánek: Teorie množin, Academia, 1986 (1. vydání), 2000 (2. opravené a rozšířené vyd.), ISBN 80-200-0470-X